# Didemnum pseudofulgens
Didemnum pseudofulgens är en sjöpungsart som beskrevs av Médioni 1970. Didemnum pseudofulgens ingår i släktet Didemnum och familjen Didemnidae. Inga underarter finns listade i Catalogue of Life.